# Estadio Tepalcates
El Estadio Tepalcates o El Tepalcate es un estadio de fútbol ubicado en la ciudad de Chimalhuacán en el Estado de México. Tiene una capacidad para 5000 espectadores y en él juega sus partidos como local el Club Deportivo Nuevo Chimalhuacán de la Liga de Nuevos Talentos de México.

## Historia e Instalaciones
El estadio fue abierto al público en 2012 con la finalidad de otorgar un espacio recreativo para los chimalhuacanenses y un lugar digno para la cultura del deporte. Durante su existencia se han llevado a cabo ligas municipales y partidos oficiales de la Federación Mexicana de Fútbol. Cuenta con gimnasio, pista de tartán para atletismo y cancha de fútbol empastada natural.
El estadio se encuentra en Avenida Areal y Tolteca en la colonia Nueva Tepalcates, y de ahí proviene el nombre del estadio.